# Маевска, Михаэла
Михаэла Маевска (болг. Михаела Маевска, родилась 4 октября 1990 года в Софии) — болгарская гимнастка (художественная гимнастика), бронзовый призёр Олимпийских игр 2016 года в групповом многоборье, чемпионка мира 2011 года (3 ленты и 2 обруча) и 2014 года (групповое многоборье). Почётный гражданин Софии (2021)).

## Биография
Гимнастикой начала заниматься с 7 лет. Выступила на четырёх чемпионатах мира, дебютировав в 2010 году в Москве (бронза в упражнении с 5 обручами). В 2011 году выиграла чемпионат мира в Монпелье в упражнении с тремя лентами и двумя обручами, а также стала бронзовым призёром в групповом многоборье и в упражнении с 5 мячами. В 2012 году выступила на Олимпиаде в Лондоне, заняв 6-е место в групповом многоборье с болгарской сборной, а также стала двукратной призёркой чемпионата Европы в Нижнем Новгороде (серебро в упражнении с 3 лентами и 2 обручами и бронза в упражнении с 5 мячами).
В июне 2014 года Михаэла с командой стала чемпионкой Европы в Баку, победив в упражнении с 10 булавами и взяв также бронзу в упражнении с 3 мячами и 2 лентами. В сентябре выиграла групповое многоборье на чемпионате мира в Измире и заняла 2-е место в упражнении с 3 мячами и 2 лентами, принеся первую с 1996 года победу Болгарии на чемпионатах мира в групповом многоборье. 22 декабря 2014 года Михаэла и её друзья по сборной получили приз как лучшая команда года в Болгарии.
В 2016 году Михаэла Маевска завоевала бронзовую медаль в групповом многоборье на Олимпиаде в Рио-де-Жанейро: вместе с ней в команде выступали Ренета Камберова, Любомира Казанова, Цветелина Найденова и Христиана Тодорова. Медаль они посвятили гимнастке Цветелине Стояновой, которая по состоянию здоровья была отстранена от тренировок и пропустила Игры, а спустя несколько дней после отстранения чуть не покончила с собой, выпрыгнув из окна своей квартиры в Софии. На церемонии закрытия Игр Маевска была знаменосцем сборной Болгарии. В том же году Маевска стала бронзовым призёром чемпионата Европы в Холоне в упражнении с 6 булавами и 2 обручами.
В 2016 году взяла серебряную и бронзовую медали на этапе Кубка мира в Пезаро (многоборье и ленты соответственно), а на этапе в Казани взяла верх в многоборье. С 2017 года Маевска является помощницей тренера сборной Болгарии.

## Выступления на Олимпиадах
| Год  | Турнир    | Место          | Музыка                                                         | Дисциплина           | Место в финале | Баллы в финале | Место в отборе | Баллы в отборе |
| ---- | --------- | -------------- | -------------------------------------------------------------- | -------------------- | -------------- | -------------- | -------------- | -------------- |
| 2016 | Олимпиада | Рио-де-Жанейро |                                                                | Групповое многоборье | 3-е            | 35.766         | 7-е            | 34.182         |
| 2016 | Олимпиада | Рио-де-Жанейро | Chateau, Mona Lisa Overdrive, Burly Brawl (Matrix) (Роб Дуган) | 6 булав / 2 обруча   | 3-е            | 18.066         | 5-е            | 16.616         |
| 2016 | Олимпиада | Рио-де-Жанейро | Ювиги хан (Георги Андреев)                                     | 5 лент               | 2-е            | 17.700         | 5-е            | 17.566         |